# マリタ・リンダール
マリタ・リンダール（1938年10月17日 – 2017年3月21日）は、フィンランドのモデル、ミスコン女王。

## 経歴
1938年10月17日、ヘルシンキに生まれる。
1957年1月、Miss Suomi 1957で優勝。同年、Miss Europe 1957で準優勝。特別賞のMiss Photogenicを受賞。「マリタにはたった一つ小さな欠点があった。それは彼女の真剣さである。唇にもう少し笑みがあれば優勝はマリタのものだった」というのが大方の見方である。
1957年10月14日、ロンドンで行われたミス・ワールド1957で優勝。2021年現在フィンランド代表として唯一。エリック・モーリー（Eric Morley）は、「忘れがたい美貌と蠱惑はグレタ・ガルボに比肩し得る」と評した。なお、賞品のスポーツカーは税務署の介入により手放している。
フェデリコ・フェリーニやルキノ・ヴィスコンティから映画出演のオファーを受ける。ヴィスコンティは『ベニスに死す』のアッシェンバッハ夫人役を頼みにフィンランドに来た。マリタは、女優の才能はないと、どちらも断る。
1970年、番組司会者のMartti Kirsitieと結婚。一人の子を儲ける。マルッティとは2017年、彼女の死去まで添い遂げる。
1980年頃から英国での生活が増えてくる。ロンドンのケンジントンに居を構えるが、やがてオックスフォードを終の棲家とする。
2017年3月21日、脳卒中により死去。

### エピソード
ヘルシンキで最も人気のあるレストランを経営していたこともある。